# 数の論理
数の論理（かずのろんり）とは、政治用語の一つで、少数派との対話を重視せず、意見の集約を行わないまま単純な多数決で結論を導こうとする姿勢であるとされる。田中角栄の言葉「政治は数であり、数は力、力は金だ」に由来する。

## 概要
政党制において用いられることが多く、これによって政局が左右されると言える。具体的には、政府与党提案の議案は国会外の与党内で調整されれば可決成立し、逆に与党利害に反する野党提案の議案は全て不成立となる。野党側が与党側の議会運営に関して批判をする際にしばしば用いることがあり、多数の議席を占める与党側が国会審議の主導権を握っているために、法案審議の中には与党の説明が不十分であり審議が尽くされないと野党が考えるケースがあるのに対して与党が「n時間審議したのだから十分だ」というのを理由に強行採決が行われた場合、野党は「数の論理」が働いているなどと主張することがある。
特に日本の場合は、党議拘束のもとに国会議員に対する所属政党の統制が強い傾向にある。このため、まず与党内部の多数派(執行部や最大派閥)が数の論理をもって総務会などを制して党の意思を形成し、これに統制された与党議員の数の論理によって国会の議決を行うことができる。この場合、与党内部からの多様な意見さえ顧みられなくなる。
もっとも国対政治のもとで、実質的な与野党交渉は密室においてなされ、委員会の場において具体的な議案修正の作業がなされることは殆どないため、野党側の主張も本音とは言いがたい。野党は、強く反対する議案に対しては、審議時間の確保を要求する一方で審議進行には反対することが多い。これは国会の紛糾をマスコミに報道させることにより、与党内や与党支持層の反対勢力を活性化させることが、廃案や妥協に追い込む残された手段となるからである。